# Відкритий чемпіонат Франції з тенісу 2000
Відкритий чемпіонат Франції з тенісу 2000  — тенісний турнір, що проходив на відкритому повітрі на ґрунтових кортах Стад Ролан Гаррос у Парижі з 29 травня по 11 червня 2000 року. Це був 99 Відкритий чемпіонат Франції, другий турнір Великого шолома в календарному році.

## Події
Минулорічний чемпіон Андре Агассі не зумів захистити титул, поступившись у другому колі. Чемпіонат знову, вдруге, виграв Густаво Куертен, 
Минулорічна чемпіонка Штеффі Граф завершила кар'єру й титул не захищала. Перемогла Марі П'єрс із Франції. Для неї це була друга перемога в турнірах Великого шолома, але чемпіонкою Франції вона стала вперше. 
Переможці в чоловічому парному розряді Вудіз завершили кар'єрний Великий шолом. Тодд Вудбрідж виграв свій 10 мейджор, Марк Вудфорд — одинадцятий. 
Мартіна Хінгіс здобула 8-ий титул Великого шолома в парному розряді, вдруге в Парижі. Її партнерка П'єрс виграла парні змагання Великого шолома вперше (і востаннє).
Змішана південноафриканська пара де Свардт / Адамс виграла турнір Великого шолома вдруге, але в Парижі — уперше.

## Результати фінальних матчів

### Дорослі
| Одиночний розряд. Чоловіки   |                                      |                         |
| Густаво Куертен              | Магнус Норман                        | 6–2, 6–3, 2–6, 7–6(8–6) |
|                              |                                      |                         |
| Одиночний розряд. Жінки      |                                      |                         |
| Марі П'єрс                   | Кончіта Мартінес                     | 6–2, 7–5                |
|                              |                                      |                         |
| Парний розряд. Чоловіки      |                                      |                         |
| Тодд Вудбрідж Марк Вудфорд   | Паул Гаргейс Сендон Столл            | 7–6(9–7), 6–4           |
|                              |                                      |                         |
| Парний розряд. Жінки         |                                      |                         |
| Мартіна Хінгіс Марі П'єрс    | Вірхінія Руано Паскуаль Паола Суарес | 6–2, 6–4                |
|                              |                                      |                         |
| Мікст                        |                                      |                         |
| Маріан де Свардт Девід Адамс | Ренне Стаббс Тодд Вудбрідж           | 6–3, 3–6, 6–3           |
|                              |                                      |                         |

### Юніори
| Одиночний розряд. Хлопці                           |                              |                    |
| Поль-Анрі Матьє                                    | Томмі Робредо                | 3–6, 7–6(7–3), 6–2 |
|                                                    |                              |                    |
| Одиночний розряд. Дівчата                          |                              |                    |
| Віржіні Раззано                                    | Марія Емілія Салерні         | 5–7, 6–4, 8–6      |
|                                                    |                              |                    |
| Парний розряд. Хлопці                              |                              |                    |
| Марк Лопес Томмі Робредо                           | Йоахім Йоханссон Енді Роддік | 7–6(7–2), 6–0      |
|                                                    |                              |                    |
| Парний розряд. Дівчата                             |                              |                    |
| Марія Хосе Мартінес Санчес Анабель Медіна Ґарріґес | Матеа Мезак Дінара Сафіна    | 6–0, 6–1           |
|                                                    |                              |                    |